# Campo de Arriba (Alpuente)
Campo de Arriba es una pedanía perteneciente al municipio de Alpuente en la comarca de Los Serranos, provincia de Valencia, Comunidad Valenciana, España. 

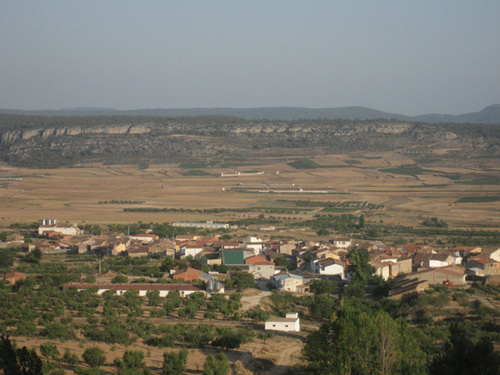
Vista de Campo Arriba

## Localización
Dentro del término municipal de Alpuente, se encuentra a 4 kilómetros al suroeste del casco urbano, al pie del monte del Barajuelo en la carretera de Alpuente a Titaguas, la CV-345. Tiene a sus pies y alrededores una considerable llanura destinada al cultivo de cereales, vino y hortalizas; llanura que algunos geólogos llaman «Vaso del Mediterráneo». Se encuentra situada a 900 metros de altitud.  39°52′0.77″N 1°2′52.85″O / 39.8668806, -1.0480139

## Demografía
Sus vecinos en el año 1646 eran los siguientes: <GIL Martínez de la Raga, Gerónimo Giménez, Villanueva, Torrijo, Jerónimo Marco, Pablo Peñalver (hijo), Julio Peñalver, Gabriel Martínez, Francisco rubio, Jussepe Sessé, Sergio Cortes Peñalver y Mariana Cubel>. Como se puede observar solo se contabilizaron a los hombres, no a las mujeres excepto a una que era viuda. 
En el año 1969 tenía 274 habitantes, 2 escuelas unitarias, una para niñas y otra para niños. Además disponía de cementerio propio. 
Según el censo del 1 de marzo de 1991, tenía 162 habitantes; era la aldea de Alpuente de mayor población censada superando incluso a la población del casco urbano de Alpuente. 
En 2010, la población ha descendido más, hasta el número de 110, 59 hombres y 51 mujeres. Después de Alpuente es la primera aldea en número de habitantes. Pero cada año se unen más veraneantes que nunca han tenido relación familiar con la aldea, ya que son muchos los que la eligen como lugar de recreo, descanso y lugar habitual de vacaciones. Los meses de verano, su población llega a cuadruplicarse. 
| 1646       | 1969 | 1991 | 2005 | 2010 | 2011 |  |
| ---------- | ---- | ---- | ---- | ---- | ---- |  |
| 11 vecinos | 274  | 162  | 118  | 110  | 107  |  |

## Historia
Su configuración, como de una amplia hondonada, no descarta la posibilidad de haber sido primero un lago prehistórico, según opiniones autorizadas. 
La aldea está muy cerca del término de Titaguas, de la que la separan 4 kilómetros. 
Tiene una bodega vinícola llamada de Santa Bárbara, con capacidad para más de 1.000.000 de litros, y una ermita de regular capacidad, también dedicada a Santa Bárbara, cuya fiesta celebraban los devotos con especial fervor y devoción el 4 de diciembre. En la actualidad esa fiesta se ha trasladado a la primera o segunda semana de agosto junto a un gran número de actos, verbenas y demás con gran aprecio por parte de los vecinos de otros pueblos. Dentro del programa de fiestas, destacamos la cena de vecindad y una gala en la que los campeños y amigos de Campo de Arriba demuestran sus dotes artísticas. 
El agua es de buena calidad y abundante para el servicio de los vecinos y el riego de los huertos que circundan la aldea. 
Hoy ya no existen sus escuelas y desde la construcción de un colegio en Alpuente, los niños son transportados en autobús todos los días al colegio. El cementerio también cerró y sus difuntos descansan en el cementerio municipal de Alpuente. Además, el abastecimiento de agua ha sido mejorado con el pozo de agua del Hontanar (otra aldea de Alpuente). Y está muy bien comunicada con el pueblo gracias al microbús municipal.

## Instalaciones y alrededores
Campo de Arriba dispone de un complejo deportivo que incluye un Frontón en el cual los campeños y amigos del Campo disfrutan practicando sus deportes favoritos. Dentro de las fiestas patronales, se disputa un afamado torneo de frontenis, en él se pueden ver disputadísimos partidos de frontón con gran número de público en sus fases finales. 
La vida social de Campo de Arriba se realiza en dos lugares principalmente; en invierno, el horno donde las mujeres pasan la tarde jugando a juegos de cartas típicos en la zona y en verano, en la terraza que se instala junto al frontón, allí pasan la tarde los campeños entre amigos y con la familia refrescándose debido al calor estival y por las noches hasta altas horas de la madrugada. 
Junto al frontón, hay una fuente conocida en toda la comarca dedicada a la patrona de la aldea, por la que mana agua fresca de sus cuatro caños durante todo el año. Además cabe señalar que el agua de la fuente es reutilizada para un lavadero y después la que sobra va a parar a una balsa que riega los huertos dónde los vecinos cultivan verduras para consumo propio.
Destacamos también sus calles estrechas e irregulares, típicas de la Edad Media. A falta de un mercado fijo, en la plaza de la aldea, a lo largo de la semana hay puestos de mercado ambulante. Campo de Arriba dispone de pregonera que realiza los avisos a la población con una corneta.
Cerca de Campo de Arriba, hay otra fuente justo arriba e la montaña, la Fuente que Nace. Era tradicional subir por las tardes a esta fuente para merendar y observar el paisaje desde ese magnífico lugar, pero la dejadez ha hecho que se vaya perdiendo la tradición ya que el camino de acceso no es el mejor posible.

## Fiestas

### Fiestas Patronales
Las Fiestas Patronales son en honor a Santa Bárbara que es el día 4 de diciembre. Desde mediados de siglo XX las fiestas se han trasladado a la primera y segunda semana del mes de agosto. Entre las diferentes actividades que la Asociación Amigos de Campo de Arriba organiza durante las fiestas, están las verbenas para los más jóvenes durante el fin de semana, además de competiciones deportivas, cenas de hermandad, juegos infantiles y espectáculos de variedades protagonizados por los propios vecinos.
En las Fiestas Patronales de 2011, el grupo de festeros organizó un concurso de adorno de calles que tuvo un gran éxito de participación e implicación de los vecinos de Campo de Arriba.

### Electrocampo v.
A mediados de agosto, en esta tranquila aldea del interior de la Comunidad Valenciana, se rompe la monotonía para dar paso al sonido y ambiente electrónico del festival independiente "Electrocampo". Con una experiencia de más de 5 años y con una asistencia cada vez mayor, este evento está consiguiendo ser una fecha señalada en el calendario de todo aquel que sepa apreciar el buen techno y en general música electrónica. Todo esto hace que, todo aquel que vaya una vez repita al año siguiente.

### Quintos
Se celebra la semana siguiente a Pascua. Es conocida popularmente como la plega y es una de las más peculiares  y tradicionales que se celebran en el municipio de Alpuente. Después de recorrer Campo de Abajo y La Carrasca, los quintos llegan a Campo de Arriba el lunes por la tarde realizando un pasacalles. Después de cenar se realiza un baile en la barbería hasta altas horas de la madrugada. Por la mañana a primera hora se realiza otro pasacalles tras el cual los quintos piden la voluntad a habitantes y veraneantes. Después de comer se realiza otro baile. Tras el baile los quintos se despiden de Campo de Arriba tomando rumbo hacia Baldovar.